# Dieter Bonnet
Dieter Bonnet (*  27. Mai 1937 in Stuttgart; † 29. November 2016 in Bad Homburg) war ein deutscher Physiker und Autor.

## Leben
Dieter Bonnet studierte an der Johann Wolfgang Goethe-Universität Frankfurt am Main, wo er im Jahr 1963 mit einer Arbeit über fotoelektrische Eigenschaften von organischen Materialien promovierte. Ab 1965 arbeitete er am Battelle-Institut in Frankfurt am Main und entwickelte dort Dünnschichtsolarzellen. Eine Pioniertat war die Entwicklung einer Cadmiumtellurid-Cadmiumsulfid-Solarzelle (CdTe/CdS), welche seit 1971 den Ruf Bonnets als Wegbereiter der Cadmiumtellurid-Technik für Solarzellen begründete. Die Resultate dieses Teams wurden bekannt. Mehrere ausländische Firmen begannen daraufhin eigene Arbeiten auf diesem Gebiet.
Als das Battelle-Forschungsinstitut in Frankfurt 1993 aufgehoben wurde, gründete Bonnet zusammen mit Mitarbeitern die Firma ANTEC (Applied New Technologies) GmbH in Arnstadt. Die Dünnschichtsolarzellen wurden weiterentwickelt und für die Serienfertigung vorbereitet. In diesem Werk konnte 2001 die weltweit erste vollintegrierte Fertigungslinie für CdTe-Module auf einer Länge von 160 Metern in Betrieb genommen werden. In Arnstadt siedelten sich weitere Firmen der Solarindustrie an.
Die von Bonnet gegründete Firma ANTEC hatte eine wechselvolle Geschichte. Aus der ANTEC GmbH wurde die ANTEC Solar, dann erfolgte die Übernahme durch Wind Strom Frusta GmbH und später setzte die CTF Solar einen Teil der Tätigkeiten fort. Mit dem Ziel die CdTe-Technik zur wettbewerbsfähigen Massenproduktion zu führen, gründete Bonnet den SOLARPACT eV, ein globales Netzwerk von entsprechend interessierten Forschungs- und Industriegruppen. Im letzten Teil seiner beruflichen Laufbahn arbeitete Bonnet für Roth & Rau, einer Firma, welche Geräte zur Herstellung von Solarzellen entwickelt. Laut Wolfgang Palz war 2018 die Firma First Solar Weltmarktführerin von Cadmiumtellurit-Solarmodulen, welche neben den Solarzellen aus kristallinem Silizium am erfolgreichsten sind und auf der Entwicklung von Bonnet beruhen.

## Ehrungen
- 2006 wurde Bonnet mit dem Becquerel-Preis der Photovoltaik ausgezeichnet.[7]
- in Arnstadt wurde eine Straße nach ihm benannt.

## Publikationen
- Matthias Selders und Dieter Bonnet: Solarzellen. Physik in unserer Zeit, Band 10, Heft 1, 1979, Wiley online, abgerufen am 12. Januar 2019
- Dieter Bonnet et al.: Nutzung regenerativer Energie. TÜV Media GmbH, 1988, ISBN 978-3-88585-255-1
- Heiko Schwarzburger: Ein schwerer Junge auf Diät. Photovoltaik, Heft 04-2010, abgerufen am 12. Januar 2019
- Michael Harr, Dieter Bonnet, Karl-Heinz Fischer: Erneuerbare Energie: CdTe-Dünnschicht-Solarzellen. Wiley-VCH, 3. Auflage 2012, ISBN 978-3-527-64692-0
- Dieter Bonnet: The Story of the Thin-Film CdTe Solar Cells. In: Solar Power for the World, S. 635–641, Pan Stanford Publishing, 2013, ISBN 978-981-4411-87-5